# Praszka
Praszka è un comune urbano-rurale polacco del distretto di Olesno, nel voivodato di Opole.
Ricopre una superficie di 102,8 km² e nel 2006 contava 13 876 abitanti.